# NGC 852
NGC 852 ist eine Balken-Spiralgalaxie vom Hubble-Typ SBbc im Sternbild Eridan am Südsternhimmel. Sie ist schätzungsweise 281 Millionen Lichtjahre von der Milchstraße entfernt und hat einen Durchmesser von etwa 110.000 Lj.
Das Objekt wurde am 27. Oktober 1834 von John Herschel entdeckt.